# Abava
L'Abava est une rivière de Lettonie, l'affluent droit et le plus grand de la Venta. Située dans la région de Courlande, elle traverse les cantons de Tukums, Kandava, Talsi  et Kuldīga. Sa longueur est de 129 km et la largeur du bassin de 2 042 m2.

## Géographie

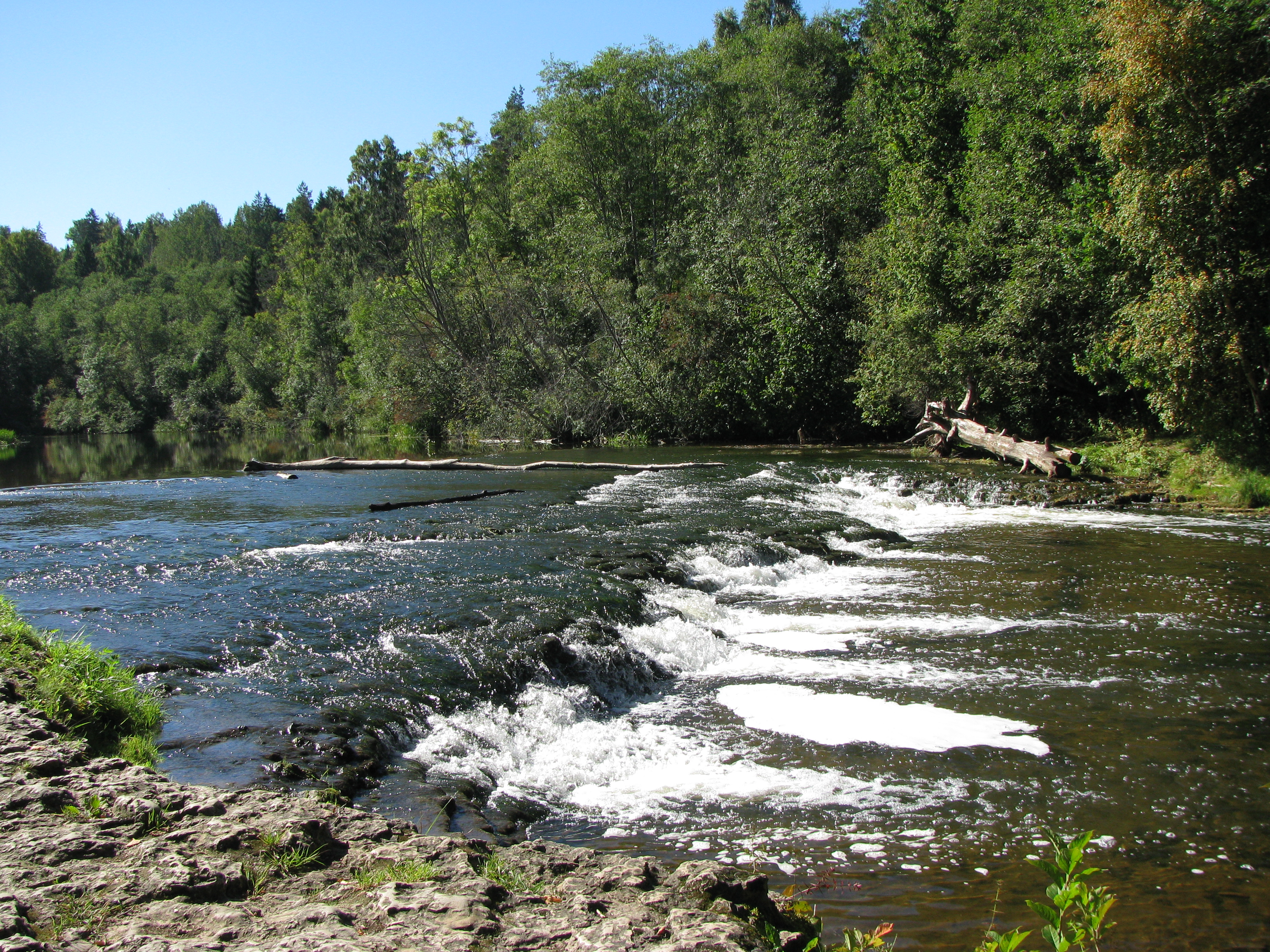
Cascade Abavas rumba.

La rivière prend sa source dans le marécage de Lestene-Ēnava sur le côté Est du plateau de Kursa orientale à 54,4 km d'altitude. Elle coule dans la direction du Nord, puis, vire vers l'Est près de Kandava, formant avec ses nombreux méandres la vallée Abavas senleja. Après Sabile dans le canton de Talsi, elle forme une cascade de 1 m de haut et de 35 m de large appelée Abavas rumba. Elle atteint le canton de Kuldīga où se trouve son point de confluence avec la Venta.

## Milieu naturel
50 % du bassin de la rivière sont couverts de forêt. Poissons : la perche, le gardon, l'ide, le brochet, le chevesne, la vimbe.

## Principaux affluents
Rive gauche: Auziņu grāvis, Viesata, Viņķu grāvis, Žīdu strauts, Roja, Abavnieku grāvis, Tūtu grāvis, Vēdzele, Teņņu strauts, Dumpju strauts, Amula, Imula, Ķempju strauts, Rambulis, Valgale, Zārvalks, Īvande, Dūņupīte, Ozolupe, Rumbiņa, Olupe, Kaderu valks, Biežupīte, Bebrupīte, Žagarvalks.
Rive droite: Putnukroga strauts, Pampju grāvis, Vecupe, Purmaļu grāvis, Zvārīte, Pūre, Bebrupe, Līgupe, Kurzemnieku strauts, Šķērsciema upīte, Tojātu upīte, Virbupe, Lašupīte, Veģupīte, Kalešupīte, Stelbas upe, Dzelzāmurupe, Dzirupe, Sēržu valks, Kroja, Sarkanavots, Tuktes valks, Naglu valks.

## Protection
La rivière est protégée au sein du parc naturel de la vallée de l'Abava, site classé Natura 2000. Il couvre 149,33 km2 sur les municipalités de Ventspils, Kuldīga, Talsi et Kandava en Courlande. Le site a été protégé en 1957 en tant que réserve naturelle de la vallée de l'Abava, avant d'être classé parc naturel en 1977. Le parc abrite une réserve naturelle autour de la tourbière de Cuži, seul endroit en Lettonie où la Potentille frutescente se trouve à l'état sauvage.